# Tetrica nubila
Tetrica nubila är en insektsart som beskrevs av Stsl 1870. Tetrica nubila ingår i släktet Tetrica och familjen sköldstritar. Inga underarter finns listade i Catalogue of Life.